# Тайнопись Звенигородского колокола
Тайнопись Звенигородского колокола — надписи в зашифрованном виде, нанесённые на Звенигородский колокол. Тайнопись предположительно была придумана царём Алексеем Михайловичем. Сам колокол был отлит в 1667 году.

## Создание колокола и надписей на нём

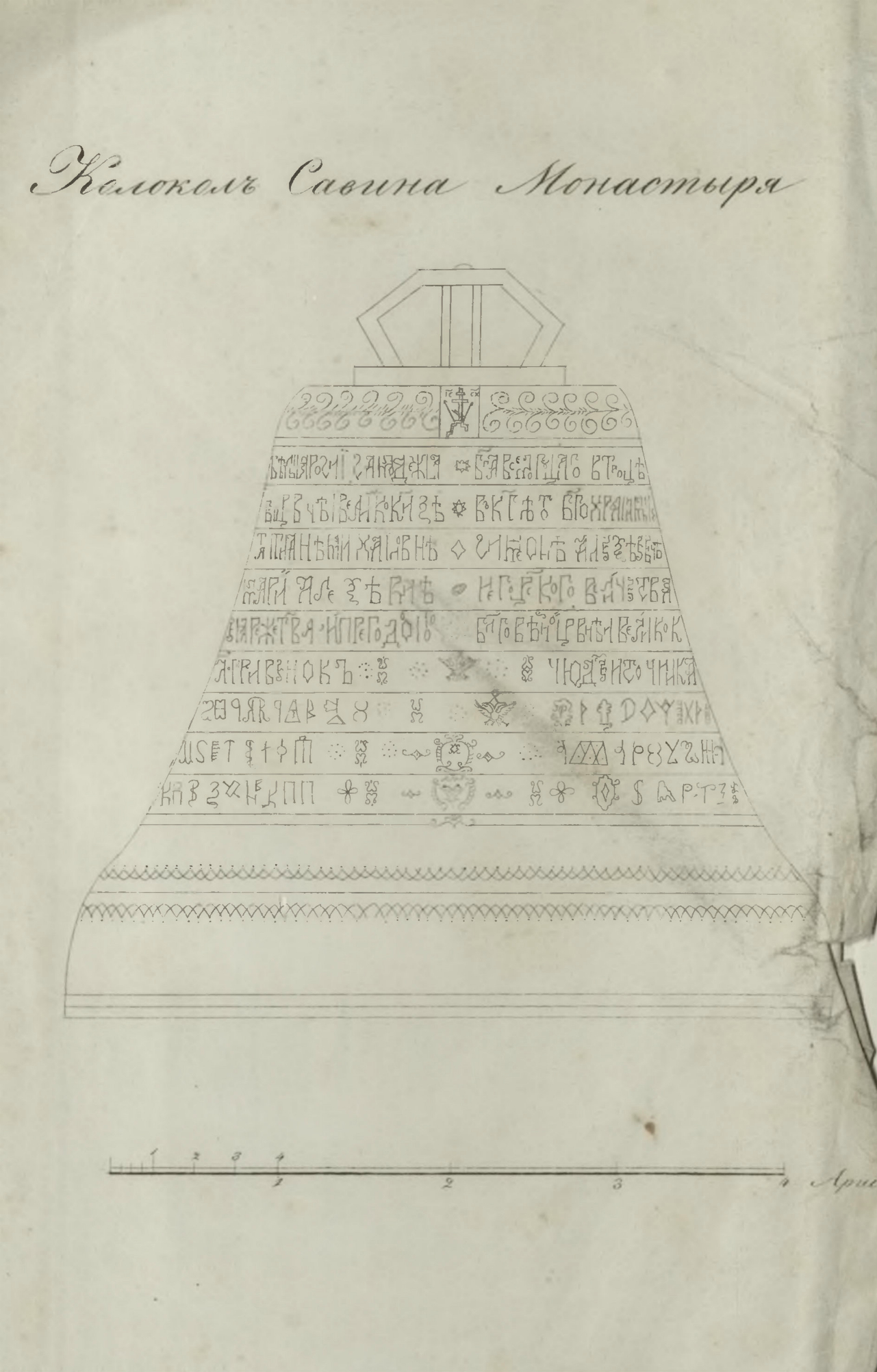
Чертеж колокола, 1833 год

В 1667 году мастера Пушкарского приказа под руководством государева пушечных и колокольных дел мастера Александра Григорьева отлили самый знаменитый колокол Саввино-Сторожевского монастыря, что под Звенигородом — Большой Благовестный колокол — весом в 2125 пудов (около 34 тонн). Отливка колокола предпринималась дважды — первый раз попытка была неудачной (закончилась не ранее 20 ноября 1667 года). Во второй раз колокол отливали с весны 1668 года. Всего работы по отливке продолжались 130 рабочих дней. Однако поднят на колокольню Благовестный колокол был только 27 ноября 1671 года, так как долгое время не могли найти мастеров для выполнения этой работы. Колокол обладал необычайно глубоким и красивым звоном, равного которому в России не было.

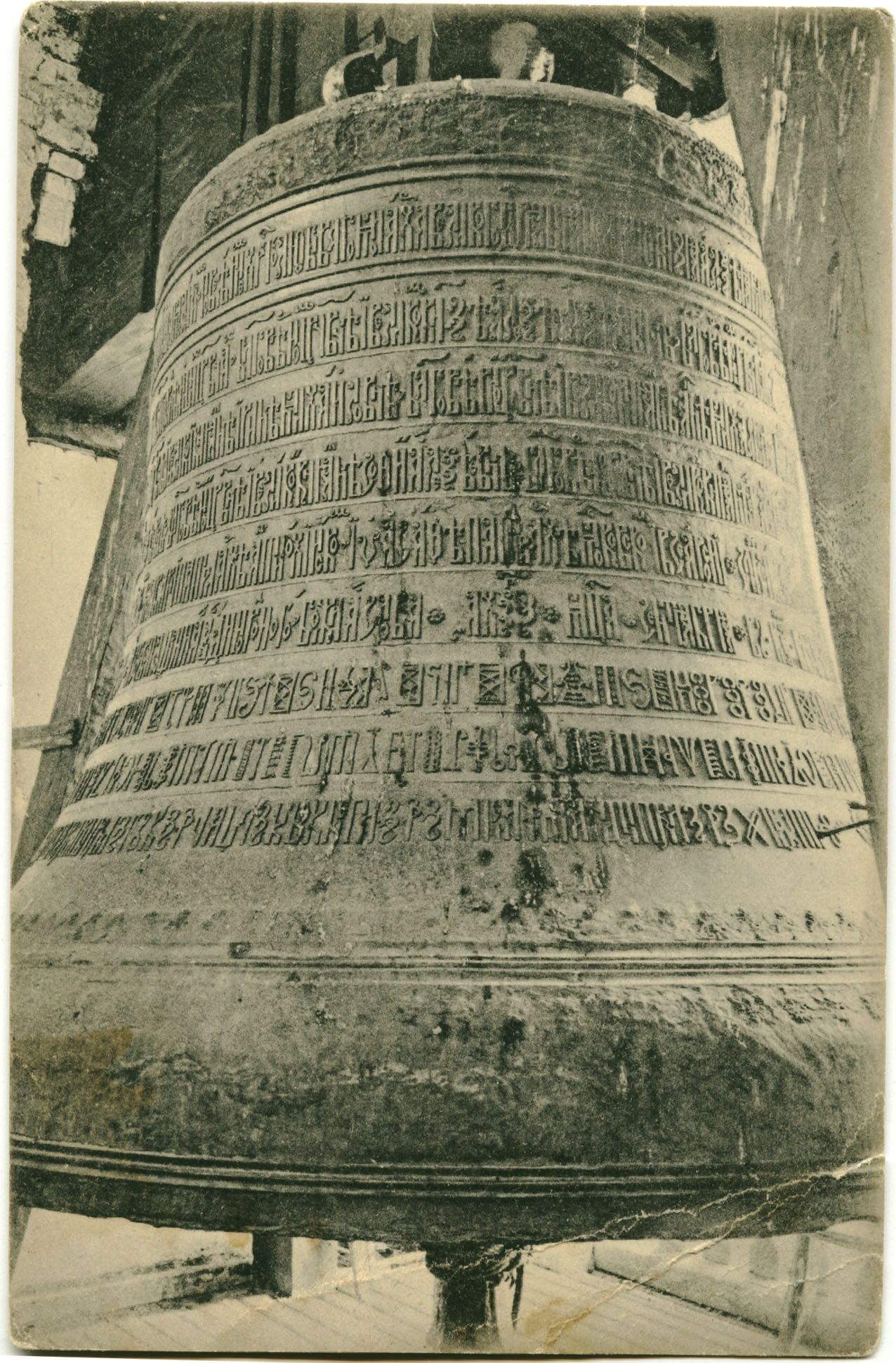
Звенигородский колокол Саввино-Сторожевского монастыря

Весь колокол был покрыт текстом, расположенным рядами и выполненный старославянской вязью. По внешней стороне колокола шли надписи в девять рядов: верхние шесть на старославянском языке, с сообщением, что он отлит по приказу царя Алексея Михайловича. Надписи равномерно шли по всей окружности колокола, на заключительном этапе ставился фигурный символ и текст переносился строчкой ниже, начинаясь с правой стороны от аналогичного символа, потом вся процедура повторялась. Цифровые надписи обозначались буквенным кодом. Григорий Спасский приводит сию надпись, которую он взял из Географического словаря Российского государства Афанасия Щекатова. Тёмным цветом выделены фрагменты текста, представленные на чертеже 1833 года:

строка 1: «Бога всемогущаго в Троице славимаго всех благ дателя монастырю пресвятыя владычицы нашея Богородицы и приснодевы Марии, помощию Святаго Саввы чудотворца молением повелением христолюбиваго монарха  великаго государя царя и великаго князя Алексея Михаиловича всея Великия и Малыя и Белыя Росии самодержца строка 2: в 23 лето богохранимыя его державы при его государеве благочестивой царице и великой княгине Марии Ильиничне и царскаго его величества при благороднейших царевичах, благоверном царевиче и великом князе Алексее Алексеевиче, благоверном царевиче и великом князе Фёдоре Алексеевиче, благоверном царевиче и великом князе строка 3: Симеоне Алексеевиче, благоверном царевиче и великом князе Иоанне Алексеевиче и при благородных его царскаго величества сёстрах, благоверной царевне и великой княжне Ирине Михаиловне, благоверной царевне и великой княжне Анне Михаиловне, благоверной царевне и великой княжне Татьяне Михаиловне строка 4: и его царского величества при благородных дочерях, благоверной царевне и великой княжне Евдокие Алексеевне, благоверной царевне и великой княжне Марфе Алексеевне, благоверной царевне и великой княжне Софии Алеексеевне, благоверной царевне и великой княжне Екатерине Алексеевне, благоверной царевне и великой княжне Марии Алексеевне строка 5: благоверной царевне и великой княжне Феодосии Алексеевне при святейших вселенских архиерарскех Паисии Папе и патриархе Александрийском, Макарие патриархе Антиохийском, Иоасафе патриархе московском и всея Росии, слит сей колокол в причестную Присвятыя Богородицы честнаго и славнаго ея рождества и преподобного строка 6: чудес источника Саввы Сторожевского обителе, в той же досточудней святий Лавре в лето от сотворения света  7176 (1668 год), а от воплощения единороднаго Божьяго Слова 1667 месяца сентября в 25 день, весу в нём 2125 пуд 30 гривенок, лил мастер Александр Григорьев».

## Исследование тайнописи

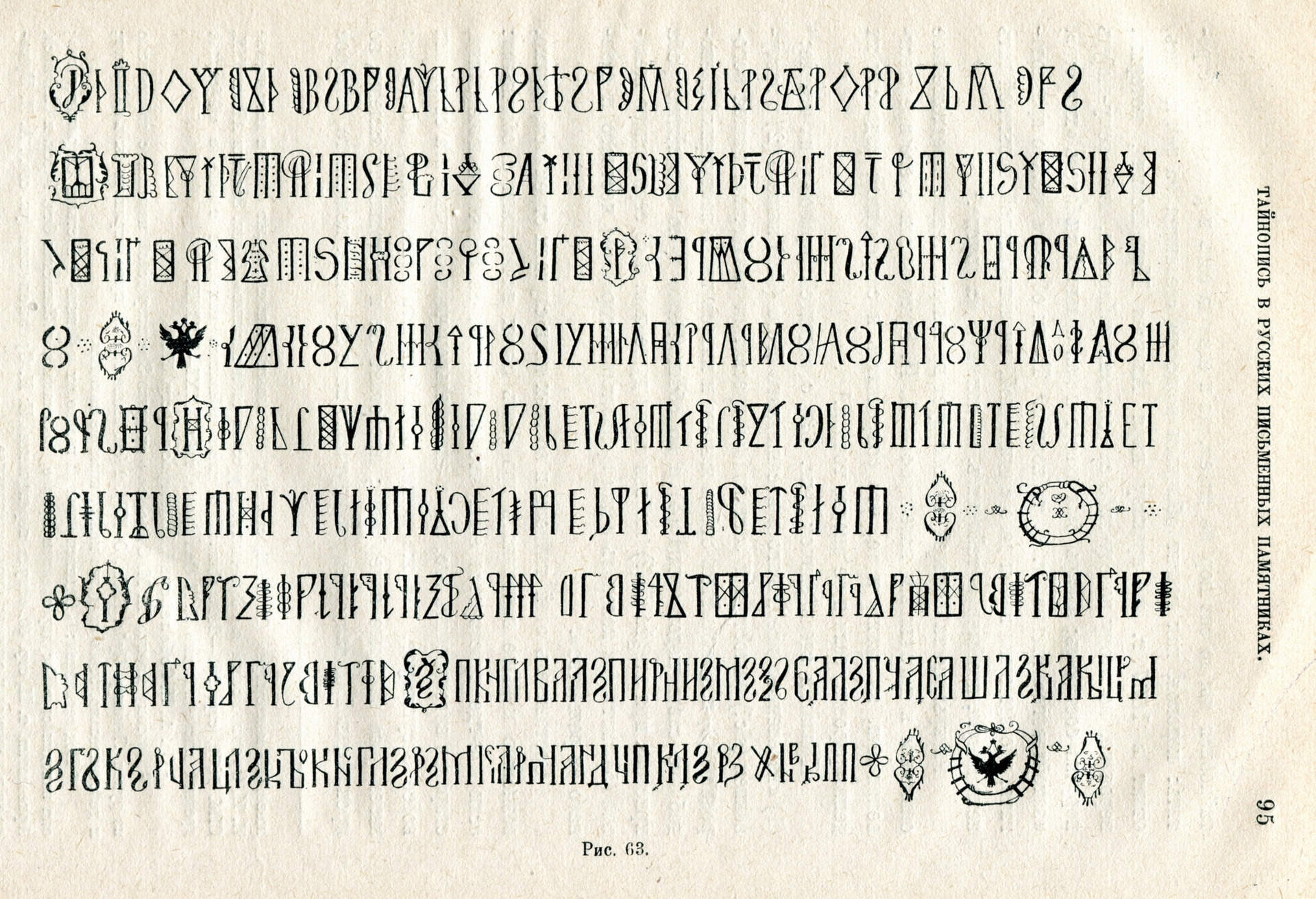
Воспроизведение тайнописи колокола Г. Спасским (1833)

Нижние три ряда были написаны на неизвестном языке — тайнописи, состоящей из 425 знаков. Текст надписей предположительно составлен лично или же по приказу царя.
Впервые на текст на колоколе обратил внимание Герхард Миллер («Известия о Саввино-Сторожевском монастыре»), побывавший в монастыре 31 июля 1778 года. Согласно сообщению Миллера, шесть строк надписей на колоколе выполнены по-русски, последние три — на неизвестном языке, он предполагал, что последние строки выполнены тайнописью, которую можно расшифровать с помощью «стеганографии» (как тогда называлась криптография). Опираясь на статью Миллера и на сведения, сообщённые им при личной встрече, Логин Бакмейстер в 1784 году обратился к тайнописи колокола. Бакмейстер привёл латинскую транскрипцию и перевод на немецкий язык незашифрованной части надписи, а также текст зашифрованной части.
В 1811 году надписям на колоколе посвятил публикацию Константин Калайдович, копировавший их в 1809 году. Статья Калайдовича дополнялась замечаниями Сергея Саларева. Тайнопись состояла из 6-ти различных вариантов кодировки текста: первые пять состояли из неизвестных символов, а последняя была составлена из старославянских букв.
В письме от 26 января 1822 года Александр Ермолаев сообщал А.Х. Востокову, что ему удалось прочесть первую часть тайнописи, вторую, третью, четвёртую и пятую перевёл отставной ротмистр Михаил Сергеевич Скуридин, а шестую – князь Павел Лопухин. В Государственном архиве сохранилась (не совсем точная) относящаяся ко времени создания колокола расшифровка в статье «Подписи новы на колоколах в Савине монастыре Сторожевского», которая была опубликована в Записках отдела русской и славянской археологии.
В конце 1832 года Григорий Спасский в «Горном журнале» описал колокол, привёл рисунок надписей на нём и их расшифровку согласно редакции А.И. Ермолаева. По мнению Спасского, Алексей Михайлович имея желание указать, что колокол был отлит по его приказу, прибег к шифру из смирения, «из чувствования набожности». 
Упоминания об этих тайнописях содержатся в «Историческом описании Саввы Сторожевского монастыря» и у академика Измаила Срезневского в «Замечаниях о русском тайнописании». Рисунки тайнописи и ключ  находится также в «Образцах древней письменности» Ивана Сахарова. Окончательную дешифровку шестой тайнописи дал доктор Драгутин Костич. Упоминает тайнопись в 1912 году и Н.И. Оловянишников, в своём труде «История колоколов и колокололитейное искусство», там же он приводит и примеры перевода символов. Рисунок  и перевод пяти вариантов тайнописи приводит академик Михаил Сперанский в книге «Тайнопись в юго-славянских и русских памятниках письма».

Перевод нижних трёх строк текста с шестью вариантами тайнописи (выделено цветом), согласно Спасскому (1833), Срезневскому (1871) и Сперанскому (1929) :
строка 1: изволением всеблагого и всещедраго Бога нашего и заступлением милостивые заступницы пресвятой владычицы нашея Богородицы и за молитв отца нашего строка 2: и милостивого заступника преподобного Саввы чудотворца и по обещанию и повелению раба Христова царя Алексея от любви своея душевныя и от сердечнаго желания  строка 3: слит сей колокол в дом пречистыя Богородицы честного и славнаго ея Рождества и великаго и преподобнаго отца нашего Саввы чудотворца, что в Звенигороде нарицаемый Сторожевский

В РГАДА (фонд Приказа тайных дел) хранятся черновые и переписанные набело тексты колокольной тайнописи с правками, выполненными рукой царя — всего четыре редакции на пяти листах бумаги. К этим документам обращались в своих работах Срезневский, Роман Пересветов, В. Кондрашина. В хронологическом порядке их попытался расставить Н. Комочев. По мнению Комочева, листы из дела за номерами 2, 5—6 и 4 содержат три редакции текста, который был помещён на первый колокол. Лист номер 3, не имеющий датировки, содержит надпись, связанную уже со вторым вариантом колокола. В левом поле этого листа, в отличие от остальных, нанесены знаки, свидетельствующие о перемене системы шифрования надписи. Именно текст на листе 3 совпадает с надписью на колоколе. В то время как в текстах на остальных листах упомянуты монастырские власти, в листе 3 упоминание о них, так же как и в колокольной надписи, отсутствует. Только на листе 3 (как и на колоколе) есть слова: «… и от любви своея душевныя и от сердечнаго желания…».
По сохранившимся черновым и беловым вариантам Комочев сделал вывод, что сам текст был составлен Алексеем Михайловичем. Зашифрованная надпись не содержит никаких секретных сведений.

## Судьба колокола

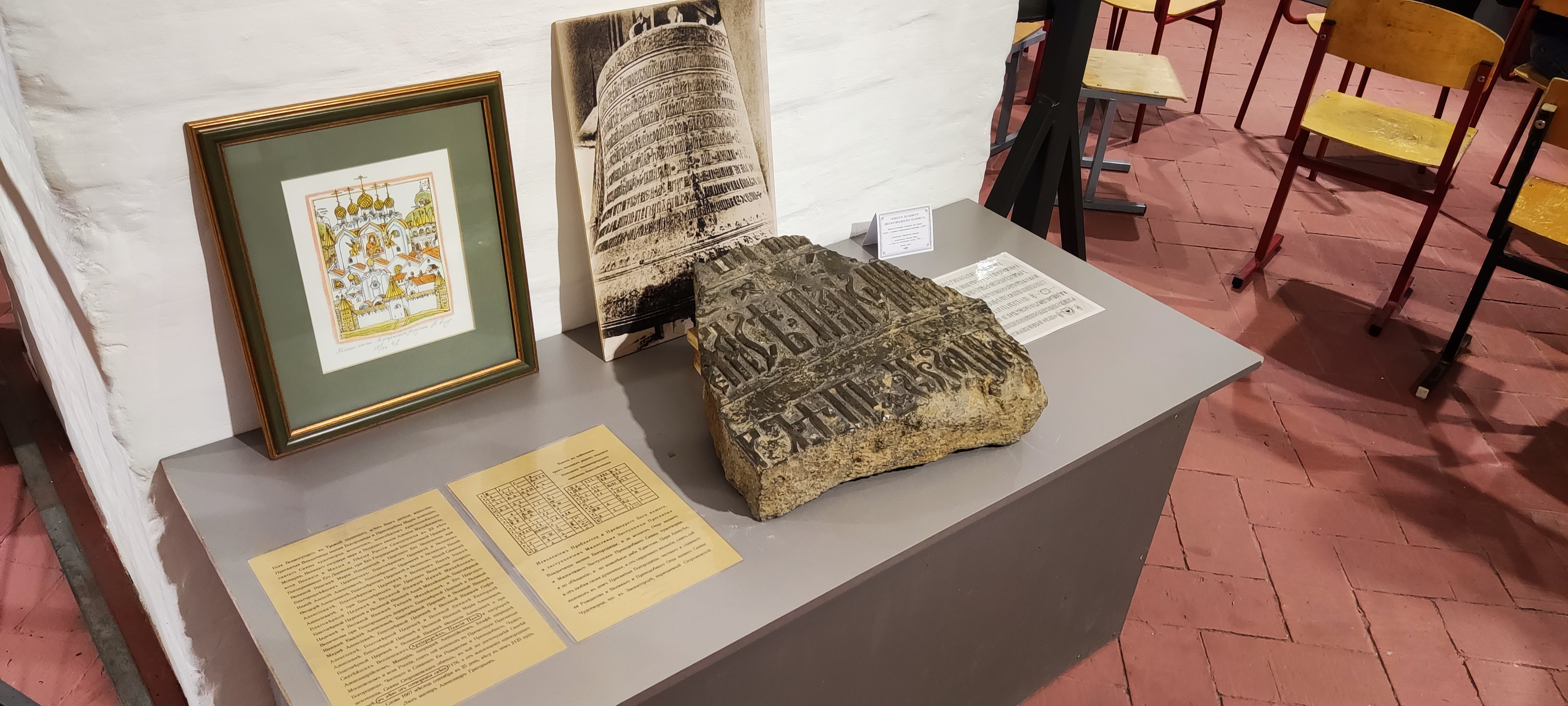
Осколок в свибловском музее колоколов

После начала Великой Отечественной войны (1941) все колокола Саввино-Сторожевского монастыря были сняты на переплавку. Не избежал этой участи и Большой Благовест. Более того, при снятии с колокольни он упал и разбился. От него остались осколок «языка» весом 700 кг и осколок с частью надписи, выставленный в музее колоколов в Свиблове.
Большой Благовест изображён на гербе Звенигорода.

## Комментарии
1. ↑  Возможно, самый ранний текст[20].
2. ↑  Датирован 1652/53 годом[20].
3. ↑  Имеет также датировку 1652/53 год, переписан набело и не содержит правок рукой Алексея Михайловича[20].